# Emerson Spencer
Emerson Lane Spencer, detto Bud (San Francisco, 10 ottobre 1906 – Palo Alto, 15 maggio 1985), è stato un velocista e ostacolista statunitense.

## Palmarès

### Olimpiadi
- Oro a Amsterdam 1928 nella staffetta 4×400 metri.